# Krsto Spalatin
Krsto Spalatin (Ston, 15. listopada 1909. – Sarasota, Florida, 16. prosinca 1994.), hrvatski filolog i pisac.

## Životopis
Pohađao je klasičnu gimnaziju u Zadru, Kotoru, Splitu i Šibeniku gdje je i maturirao 1927. godine. Od godine 1927. do godine 1931. studirao je romanistiku na Zagrebačkom sveučilištu a kao stipendist francuske vlade studirao je na Sorbonni od 1931. do 1932. godine. Doktorirao je 1934. godine na Zagrebačkom sveučilištu. Francuski jezik je predavao na IV. muškoj realnoj gimnaziji u Zagrebu od 1935. do 1941. godine. Bio je lektor za hrvatski jezik na sveučilištu u Rimu za vrijeme NDH i kasnije sve do 1948. godine kada odlazi u SAD. Bio je članom utemeljiteljskog Odbora, odbornikom, članom Upravnog odbora Bratovštine sv. Jeronima za pomoć hrvatskim izbjeglicama 19. srpnja 1945. godine. U Americi predaje jezike na Iowa Wesleyan College od 1948. do 1952. a od 1952. do 1975. romanistiku na Marquette University u Milwaukeeju.
Objavljivao je u iseljeničkim publikacijama Hrvatskoj reviji (od 1952. do 1990. godine) i Journal of Croatian Studies a od 1974. povremeno i u zagrebačkom časopisu Marulić.
Poslije umirovljenja 1975. živio je na Floridi. Poginuo je u Sarasoti u prometnoj nesreći 1994. godine.

## Djela
- Saint-Évremond, Zagreb, 1934.
- Peterojezični rječnik europeizama: kako se prevode hrvatske neprave srodnice na engleski, francuski, njemački, talijanski i druge jezične poteškoće, Nakladni zavod Matice hrvatske, Zagreb, 1990.